# Alfons De Winter
Alphonse "Fons" De Winter (Antwerpen, 12 september 1908 - ?, 9 juli 1997) was een Belgisch voetballer die speelde als middenvelder. Hij voetbalde in Eerste klasse bij Beerschot VAC en speelde 19 interlands met het Belgisch voetbalelftal.

## Loopbaan
De Winter debuteerde in 1928 als middenvelder in het eerste elftal van Beerschot VAC en verwierf er al spoedig een basisplaats. Hij werd met de ploeg landskampioen in 1938 en 1939 en tweede in 1937. Hij bleef er voetballen tot aan het uitbreken van de Tweede Wereldoorlog. In 253 wedstrijden wist hij 30 doelpunten te scoren.
Tussen 1935 en 1938 speelde De Winter 19 wedstrijden met het Belgisch voetbalelftal. Op het Wereldkampioenschap voetbal 1938 in Frankrijk speelde hij één wedstrijd.
Na zijn spelerscarrière werd De Winter voetbaltrainer bij onder meer SV Waregem (1949-1950) dat actief was in Derde klasse en bij SK Beveren waar hij vijf seizoenen actief was vanaf 1960. Beveren, dat pas gedegradeerd was naar Vierde klasse, miste in zijn eerste seizoen nipt de promotie naar Derde klasse. De Winter verjongde de ploeg drastistisch met de inbreng van Wilfried Van Moer, Jean Janssens en Freddy Buyl en in 1963 werd de promotie naar Derde klasse gevierd. De ploeg had een grote voorsprong op haar achtervolgers en leed slechts één nederlaag. De Winter bleef er trainer tot in 1965.